# Serra de Santa Comba
A Serra da Santa Comba é uma elevação de Portugal Continental com 1041 metros de altitude enquadrada no Maciço Galaico - Transmontano.
Situa-se no Alto Trás-os-Montes, estendendo-se por 2 concelhos, Valpaços e Mirandela, e 2 distritos, respectivamente Vila Real e Bragança.
O seu cume fica situado na freguesia de Vales, concelho de Valpaços, onde se encontra aquele que para muitos é considerado o mais belo e abrangente miradouro de Trás-os-Montes e um dos melhores do país, o "Miradouro da Santa Comba".
Daqui é possível observar obter vistas magníficas e amplas sobre as Serranias Transmontanas circundantes, nomeadamente Serra da Padrela, Serra de Bornes, Serra de Montesinho e Serra da Coroa, entre outras,  bem como sobre grande parte dos distritos de Vila Real e Bragança, e sobre a região da Sanábria com as suas imponentes montanhas que ultrapassam os 2100 metros de altitude, já situada em Castela e Leão.
Há ainda que referir 3 outras elevações dignas de registo que integram a Serra de Santa Comba situadas no concelho de Mirandela, sendo elas o alto do Colado, situado na Freguesia do Franco com 883 metros de altitude, o alto de Orelhão com 932 metros de altitude situado na freguesia de Lamas de Orelhão, e o alto da Soalheira com 946 metros de altitude situado na freguesia dos Passos, este último popularmente designado também por Fraga da Conta e de onde também é possível obter vistas magníficas sobre a área circundante.
Num dos pontos mais elevados desta Serra encontra-se o Santuário de Santa Comba, situado no concelho de Valpaços, sendo feita todos os anos uma festa religiosa em honra da padroeira que dá o nome à Serra no dia 8 de Agosto de cada ano, peregrinação esta que assenta na Lenda de Santa Comba dos Vales.
A Serra de Santa Comba é também muito requisitada para a realização de provas de parapente, visto permitir descolagens em vários sentidos, tanto para Oeste desde o concelho de Valpaços, Freguesia dos Vales, bem como para Leste já no concelho de Mirandela a partir da Freguesia dos Passos e Lamas de Orelhão. São também realizadas diversas provas de escalada nas encostas da Serra de Santa Comba, especialmente no concelho de Mirandela, na Freguesia dos Passos.

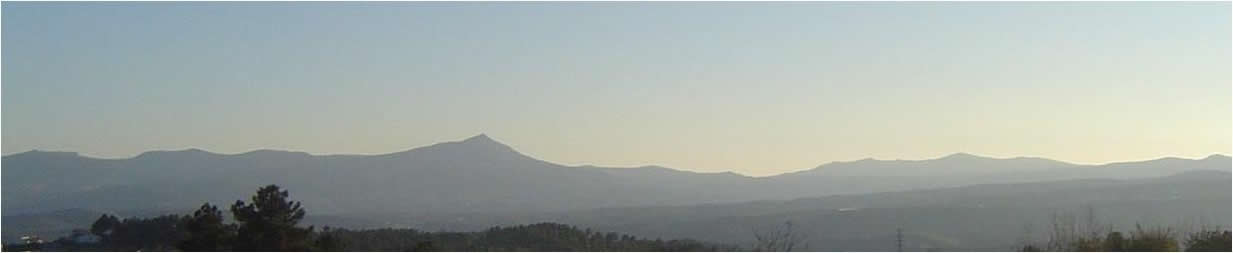
Vista da Serra de Santa Comba.